# Deserto arabico e macchia xerofila saharo-arabica
Il deserto arabico e macchia xerofila saharo-arabica (codice ecoregione: PA1303) è un'ecoregione dell'Asia sud-occidentale. Situata nella penisola arabica, costituisce una delle più estese distese di sabbia del mondo. Presenta una scarsa biodiversità, nonostante crescano qui alcune specie di piante endemiche. Molte specie, come la iena striata, lo sciacallo e il tasso del miele, sono scomparse da quest'area a causa della caccia, delle attività antropiche e della distruzione dell'habitat. Altre specie, come il raro orice bianco e la gazzella delle sabbie, sono state reintrodotte con successo e sono oggi protette all'interno di un certo numero di riserve. Il sovrapascolo ad opera del bestiame, i veicoli che procedono fuori strada e la distruzione dell'habitat ad opera dell'uomo costituiscono le principali minacce per questo ecosistema desertico.

## Territorio
È la più grande ecoregione della penisola arabica, che si estende dal confine yemenita al golfo Persico e dall'Oman alla Giordania e all'Iraq. All'interno di questa zona si trova una vasta distesa di sabbia, «un vero e proprio deserto in un deserto così enorme e desolato che persino gli Arabi lo chiamano Rub' al-Khali o Quarto Vuoto». È probabilmente la più grande distesa di sabbia ininterrotta del globo, con una superficie di oltre 500.000 km², più o meno pari alle dimensioni della Francia. Ricade all'interno di questa ecoregione anche il deserto del Sinai, in Egitto, così come gran parte della Giordania meridionale e orientale, l'Iraq occidentale e l'Arabia Saudita settentrionale. Lungo le coste del golfo Persico, una propaggine dell'ecoregione si prolunga nel Qatar e, più a est, la regione copre quasi tutto l'Emirato di Abu Dhabi e la parte meridionale dell'Emirato di Dubai negli Emirati Arabi Uniti. Parti del Rub' al-Khali oltrepassano i confini dell'Arabia Saudita arrivando nell'Oman occidentale e nello Yemen orientale.
In questo vasto territorio desertico si possono distinguere tre regioni fisiche distinte. Un corridoio di terreno sabbioso noto come deserto di ad-Dahna collega il grande deserto di an-Nafud (65.000 km² circa) nel nord dell'Arabia Saudita al Rub' al-Khali nel sud. Questo corridoio è attraversato dalla scarpata del Tuwayq, un arco di 800 km di spettacolari falesie calcaree, altopiani e canyon con forme fantastiche incise dal vento e dalla sabbia sulle alte scogliere. Le Wahiba Sands dell'Oman formano un mare di sabbia isolato che si affaccia sulla costa orientale e appaiono come una caratteristica degna di nota su qualsiasi immagine satellitare della zona.
Il Rub' al-Khali merita ulteriore attenzione a causa della sua posizione dominante in questa ecoregione. È un bacino sedimentario allungato su un asse da sud-ovest a nord-est attraverso la piattaforma araba. La sua superficie, che si eleva fino a 800 m all'estremità sud-occidentale, degrada in maniera uniforme per oltre 1000 km fino a giungere al livello del mare a nord-est. Le sabbie sovrastano le pianure di ghiaia o di gesso e possono variare in profondità da zero a 250 metri, mentre al margine orientale le dune raggiungono altezze massime superiori ai 250 metri. I tipi di dune variano dalle solitarie dune a barcana alle estese dune longitudinali (300 km di lunghezza) nel sud-ovest e alle colossali montagne di dune nel nord-est. Le sabbie sono prevalentemente silicee, composte per l'80-90% da quarzo e per il resto da feldspato, i cui granelli rivestiti di ossido di ferro conferiscono loro un intenso colore arancio-rossastro. La bellezza naturale del deserto sabbioso colpisce per le sue dune rossastre, scolpite dal vento e allungate a perdita d'occhio fino all'orizzonte.
In alcune zone vi sono piatte distese salate ricoperte di acqua salmastra, di cui le più famose sono le sabbie mobili di Umm al Samim. Un compagno di viaggio di Wilfred Thesiger gli raccontò che in esse era svanito nel nulla un gruppo di razziatori e un intero gregge di capre.
Gran parte del Rub' al-Khali è classificata come «iper-arida»: in un'area priva di precipitazioni stagionali sono stati registrati più di 12 mesi consecutivi senza pioggia. Le precipitazioni sono in genere inferiori a 35 mm all'anno e l'umidità relativa media giornaliera è del 52% circa in gennaio e del 15% in giugno/luglio. La media delle temperature massime diurne è di 47 °C in luglio e agosto, e si raggiungono punte di 51 °C. La media delle minime diurne è di 12 °C in gennaio e febbraio, anche se sono state registrate gelate notturne. L'escursione termica giornaliera è piuttosto considerevole.
La riserva naturale di Harrat al Harrah, nel nord dell'Arabia Saudita, è soggetta a calde temperature estive, con una media di 27,8 °C, e inverni molto freddi, con una media di 6,8 °C, con gelate frequenti a metà inverno e precipitazioni medie inferiori a 80 mm.

## Flora
Il Rub' al-Khali è noto per la sua scarsa diversità floristica. Presenta solamente 37 specie, di cui circa 20 sono state segnalate nella distesa sabbiosa centrale e 17 diffuse per lo più attorno ai margini esterni; di queste, una o due sono endemiche. La vegetazione può essere descritta come una macchia di arbusti molto radi ma equamente distribuiti, interrotta in alcune parti da distese inter-dunali quasi sterili. Piante tipiche sono il Calligonum crinitum sui pendii delle dune, la Cornulaca monacantha e ciuffi di carice (Cyperus conglomeratus). Altre specie molto diffuse sono Dipterygium glaucum, Limeum arabicum e Zygophyllum mandavillei. Gli alberi sono assenti, tranne che ai margini esterni, dove nelle linee di drenaggio e nelle distese tra le dune crescono tipicamente Acacia ehrenbergiana e Prosopis cineraria. Lungo il bordo settentrionale delle sabbie del Rub' al-Khali negli Emirati Arabi Uniti, il Calligonum comosum è la pianta perenne legnosa più caratteristica: cresce nelle sabbie sferzate dal vento, assieme ad un susseguirsi di erbe annuali che crescono dopo le piogge, delle quali Centropodia forsskalii è la più comune.

## Fauna
Peculiari delle Wahiba Sands dell'Oman sono i lunghi tratti di boscaglia di sole piante di ghaf (Prosopis cineraria), che possono raggiungere una lunghezza massima di 85 km e una larghezza di 20 km. Queste boscaglie forniscono ombra e siti di nidificazione ad alcune specie di uccelli. Si ritiene che queste sabbie costituiscano anche un'importante barriera ecologica che separa le specie faunistiche delle montagne del nord da quelle del centro e del sud dell'Oman. Il miglior esempio di questa divisione è quello rappresentato dal tahr d'Arabia (Arabitragus jayakari), presente nelle montagne settentrionali ma non a sud delle Wahiba Sands, e dallo stambecco della Nubia (Capra nubiana), che si incontra a sud delle Wahiba Sands ma a sua volta è assente dalle montagne del nord.
In Arabia Saudita, le gazzelle e gli orici sono stati reintrodotti con successo dopo che le battute di caccia con mezzi motorizzati li avevano praticamente sterminati all'inizio degli anni '70. Nell'area protetta di Uruq Bani Ma'arid, l'orice bianco (o d'Arabia; Oryx leucoryx) si aggira di nuovo sulle distese di sabbia, così come la gazzella delle sabbie (Gazella marica) e la gazzella d'Arabia (G. arabica). Lo stambecco della Nubia è sopravvissuto allo sterminio che ha decimato gli orici e le gazzelle ed è ufficialmente protetto in tre siti. Sia l'orice bianco che lo stambecco della Nubia figurano sul libro rosso della IUCN tra le specie «vulnerabili» (Vulnerable). Altri mammiferi caratteristici sono il lupo d'Arabia (Canis lupus arabs), la lepre del Capo (Lepus capensis), la iena striata (Hyaena hyaena), il gatto delle sabbie (Felis margarita), la volpe rossa (Vulpes vulpes) e il caracal (Caracal caracal).
Nel 1993 fece scalpore la notizia che il fenicottero maggiore (Phoenicopterus ruber) aveva nuovamente nidificato ad Abu Dhabi: si trattava della prima occasione documentata in Arabia dal 1922. Anche la rara ubara asiatica (Chlamydotis macqueenii) abita questa zona, così come il raro uromastice dell'Oman (Uromastyx thomasi).
Uno spettacolo incredibile che si verifica dopo le forti piogge è quello della nuova vegetazione che appare improvvisamente, dal momento che i semi delle piante annuali che erano rimasti dormienti esplodono in un tappeto di fiori. Tra le altre forme di vita risvegliate dalle piogge ricordiamo gli affascinanti «crostacei istantanei» (Triops); le uova di queste creature rimangono dormienti per anni fino all'arrivo di un temporale e poi si schiudono, i nati si liberano della loro cisti e raggiungono il completo sviluppo nel giro di alcuni giorni.

## Popolazione
La densità abitativa del deserto arabico e delle macchie xerofile saharo-arabiche è estremamente bassa, a causa delle condizioni ambientali particolarmente ostili: le temperature estreme, la scarsità d'acqua e la mancanza di risorse naturali limitano fortemente la presenza umana permanente. Gli insediamenti stabili sono rari e si concentrano prevalentemente lungo i margini dell'ecoregione, nelle oasi e nei pressi delle sorgenti o dei pozzi, oppure lungo le vie carovaniere e nei pressi delle coste. Le comunità residenti sono costituite soprattutto da popolazioni di pastori nomadi e semi-nomadi, come beduini e tribù arabe, che si spostano con le loro mandrie di cammelli, capre e pecore seguendo la disponibilità di pascoli stagionali e fonti idriche.
Le attività tradizionali della popolazione includono la pastorizia nomade, la raccolta di piante spontanee e la ricerca di acqua, oltre al commercio lungo le rotte che attraversano il deserto. In alcune aree, specialmente presso i centri urbani situati ai margini dell'ecoregione (come Riyadh, Abu Dhabi, Mascate, Amman o le città del Sinai), la popolazione locale è aumentata in seguito all'espansione urbana e allo sviluppo economico legato all'estrazione di idrocarburi o al turismo. Tuttavia, l'interno del Rub' al-Khali e delle grandi distese sabbiose rimane quasi totalmente privo di insediamenti umani permanenti.
I progetti di insediamento, le infrastrutture petrolifere e stradali e la crescente pressione del bestiame domestico hanno comportato, negli ultimi decenni, un'alterazione parziale degli equilibri tradizionali. Ciò ha portato in alcune aree a un aumento del sovrapascolo, della desertificazione e dell'impatto antropico sugli ecosistemi desertici.
Nonostante i progressi nello sviluppo economico e tecnologico di molte aree della penisola arabica, le popolazioni nomadi conservano ancora una parte significativa delle proprie tradizioni e della cultura del deserto, tramandando conoscenze specifiche sull'uso delle risorse naturali e sulle strategie di sopravvivenza in un ambiente tra i più estremi del pianeta.

## Conservazione
Negli ultimi decenni il deserto degli Emirati Arabi Uniti ha purtroppo assistito all'estinzione locale del lupo, dell'orice bianco, della iena striata, dello sciacallo (Canis aureus) e del tasso del miele (Mellivora capensis). La gazzella delle sabbie e quella d'Arabia vi sopravvivono ancora, seppur con popolazioni molto piccole e un areale ristretto. Si ritiene che il gatto delle sabbie (Felis margarita), la volpe di Rüppell (Vulpes rueppellii) e la lepre del Capo siano anche molto meno numerosi.
In Arabia Saudita, una vasta rete di aree protette basata su un apposito progetto di conservazione copre molti siti chiave. Queste aree sono gestite dalla National Commission for Wildlife Conservation and Development (NCWCD), coadiuvata dai suoi due importanti centri di ricerca, il King Khalid Wildlife Research Centre (KKWRC) e il National Wildlife Research Centre (NWRC) di Ta'if. Il deserto di roccia basaltica di Harrat al-Harrah, che confina a settentrione con la Giordania e l'Iraq, è stato istituito nel 1987 come prima riserva nazionale dell'Arabia Saudita (12.150 km²). Il paesaggio è dominato da numerosi coni vulcanici estinti sollevati e massi neri basaltici del Miocene medio che rendono l'accesso ai veicoli per lo più impossibile. La riserva ospita oltre 250 specie di piante, 50 specie di uccelli e 22 specie di mammiferi.
L'Uruq Bani Ma'arid è una riserva di 12.000 km² sul margine occidentale del Rub' al-Khali. I progetti per reintrodurvi l'orice bianco e la gazzella delle sabbie sono iniziati nel 1995. L'NCWCD ha istituito la Ibex Reserve (200 km²) a sud di Riad per proteggere lo stambecco della Nubia, del quale, nel 1994, ve ne erano circa 259 esemplari. Questa riserva serve anche come sito di reintroduzione per la gazzella d'Arabia, della quale, sempre nel 1994, ve ne erano circa 160 esemplari. Anche la riserva naturale speciale di At-Tabayq, nel nord dell'Arabia Saudita, è stata istituita per proteggere lo stambecco della Nubia.
In Giordania, la Royal Society for the Conservation of Nature (RSCN) è l'organismo responsabile per la creazione e la gestione delle aree protette. All'interno di questa ecoregione, la riserva naturale di Shaumari protegge la vegetazione originaria, dove pascolano gazzelle e il reintrodotto onagro (Equus hemionus). Nel 1978, questa riserva fu uno dei primi siti della penisola arabica in cui venne reintrodotto l'orice bianco. Nel sud della Giordania, la RSCN sta progettando l'istituzione della riserva naturale del Wadi Rum.